# Лепа гора
Лепа гора је планина висине 1196 м, а простире се између Копаоника на западу, Јастребца на североистоку и реке Топлице на истоку. На неким картама се за ову родопску планину користи назив Пожар. Геолошки састав је разноврстан, присутни су дијабази, серпентинисани перидотити, кристаласти шкриљци и кречњаци од којих је изграђен и највиши врх планине, Црна чука.